# Diego Klattenhoff
Diego Klattenhoff (født 30. november, 1979) er en canadisk skuespiller, der er mest kendt for sin rolle som Donald Ressler i NBC's krimi tv-serie The Blacklist samt rollen som Mike Faber i Showtimes' serie Homeland. Endvidere har han spillet rollen som Derek i Whistler og Ivan i Men In Trees.

## Tidlige liv
Klattenhoff er født i French River, Nova Scotia. I en alder af 19 flyttede han til storbyen Toronto, Ontario hvor han jagtede skuespillerkarrieren.

## Personlige liv
Klattenhoff er bosiddende i New York City, USA, med sin kone. Klattenhoff's personlige liv er ikke yderligere velkendt, men det rygtes at parret er blevet forældre i 2012.